# Amorphes Eis
Amorphes Eis ist eine Form von festem Wasser, welche dadurch ausgezeichnet ist, dass die Wassermoleküle in diesem Eis wie in einem Glas unregelmäßig angeordnet sind, also keine Fernordnung besteht. Hierdurch unterscheidet sich amorphes Eis von den rund zwanzig bekannten kristallinen Eisformen.
Die auf der Erde vorherrschende feste Form von Wasser ist Eis Ih, das eine regelmäßige hexagonale Kristallstruktur besitzt. Im interstellaren Raum hingegen gelten die amorphen Formen als dominant.
Wie auch bei kristallinem Eis gibt es verschiedene Formen amorphen Eises, dieser Umstand wird Polyamorphismus genannt. Die verschiedenen amorphen Formen werden anhand ihrer Dichte unterschieden:
- niederdichtes amorphes Eis (LDA)
- mitteldichtes amorphes Eis (MDA)[2]
- hochdichtes amorphes Eis (HDA) und
- sehr-hochdichtes amorphes Eis (VHDA).

## Formen

### Niederdichtes amorphes Eis (LDA)
Niederdichtes amorphes Eis oder low-density amorphous ice (LDA) ist die am längsten bekannte Form von amorphem Eis.
Eine Möglichkeit, amorphe Materialien zu erzeugen, besteht darin, diese so schnell abzukühlen, dass das Material keine kristalline Struktur ausbilden kann (siehe Vitrifizierung). Durch Kondensation von Wasserdampf auf einem abgekühlten Kupferstab konnte mit Hilfe des Debye-Scherrer-Verfahrens schon im Jahr 1935 gezeigt werden, dass sich unterhalb der Glasübergangstemperatur von Wasser (etwa 130 K bei 1 bar) ein Festkörper ohne kristalline Struktur bildet.  Diese Form wurde zunächst amorphous solid water (ASW) genannt.
Weitere Herstellungsmöglichkeiten wurden 1980 entwickelt, bei welchen eine n-Heptan-Wasser-Emulsion in eine tiefkalte Flüssigkeit gesprüht wird, oder ein Wasser-Aerosol mit Überschallströmung auf eine tiefkalte Kupferplatte gesprüht wird. Dabei werden Kühlraten von 106 bis 107 K/s erreicht. Diese Form wird aufgrund ihrer Herstellung als hyperquenched glassy water (HGW) bezeichnet.
Eine dritte Möglichkeit besteht darin, HDA (siehe unten) bei Umgebungsdruck aufzuwärmen. Diese Form wandelt sich bei etwa 120 K in niederdichtes amorphes Eis um.
Diese drei Arten der Erzeugung, die alle zu einer Dichte von etwa 0,94 g/cm3 führen, wurden zunächst als unterschiedliche Formen erachtet. Johari u. a. publizierten 1996, dass ASW und HGW eine Glasübergangstemperatur von 135 K bei Umgebungsdruck besitzen, während diese für LDA bei 129 K liege. Neueren Erkenntnissen zufolge dürften allerdings alle drei Erzeugungsarten zur selben Form amorphen Eises führen, die als LDA bezeichnet wird.

### Hochdichtes amorphes Eis (HDA)
1984 entdeckten Physiker um Osamu Mishima eine weitere Form amorphen Eises, die sich statt durch eine Temperaturänderung durch Kompression herstellen lässt. Sie zeigten, dass bei einer Temperatur von 77 Kelvin und einem Druck von 10 kbar hexagonales Eis gewissermaßen „schmilzt“ und in einen glasartigen, amorphen Zustand wechselt. Diese Form amorphen Eises hat eine höhere Dichte von 1,17 g/cm3 und wird daher auch High-density amorphous ice (HDA) genannt. HDA und LDA lassen sich durch Änderung von Druck bzw. Temperatur ineinander überführen. Hierbei wurde ein scharfer Übergang beobachtet.

### Sehr-Hochdichtes amorphes Eis (VHDA)
Auch diese Form wurde 1996 von Mishima entdeckt, als er HDA bei Drücken zwischen 1 und 2 GPa auf 160 K erwärmte. Die erhaltene Form besitzt eine Dichte von 1,26 g/cm3 – very-high density amorphous ice (VHDA).
Anfänglich wurde VHDA nicht als eigene Form angesehen, bis 2001 Lörting u. a. dies vorschlugen.

## Anwendung von amorphem Eis
Bei der Kryo-Elektronenmikroskopie werden wasserhaltige biogene Proben durch tiefkalte Flüssigkeiten wie flüssigem Stickstoff oder flüssigem Helium vitrifiziert. So können die nativen Strukturen der Proben erhalten bleiben, ohne durch Eiskristalle verändert zu werden.